# Thomas Ebert
Thomas Ebert, född den 23 juli 1973 i Roskilde i Danmark, är en dansk roddare.
Han tog OS-guld i lättvikts-fyra utan styrman i samband med de olympiska roddtävlingarna 2008 i Peking.